# 米久
米久株式会社（よねきゅう、英: Yonekyu Corporation）は、静岡県沼津市岡宮に本社を置く大手食品メーカーである。伊藤ハムと経営統合しており、伊藤ハム米久ホールディングスの傘下にある。

## 概要
元々食肉加工会社として創業され、ハムやソーセージなどの食肉加工製品の製造販売で急成長した。総合食品メーカーへの脱皮を目指して創業家の庄司一族が持ち株の大半を麒麟麦酒（現・キリンホールディングス）に売却し、1999年（平成11年）、キリングループの傘下に入り、食肉加工製品の製造販売をはじめ、惣菜、地ビール、冷凍食品の製造販売など多角化を図った。2007年（平成19年）4月3日に三菱グループ内の食肉関連事業の再編として、5月1日より順次、麒麟麦酒の取得している株式を三菱商事へ譲渡することとなった。さらに、2009年（平成21年）1月には食肉加工大手の伊藤ハムとの業務提携を三菱商事と共同で締結。2013年（平成25年）2月には三菱商事の子会社となった。2015年（平成27年）9月15日には、伊藤ハムと共同持株会社を設立し、経営統合することで基本合意したと発表。2016年（平成28年）4月1日に、共同株式移転が行われ、持株会社「伊藤ハム米久ホールディングス」が設立された。
一方で傘下の居酒屋チェーンだったチムニーについては、2009年11月に経営陣とカーライル・グループによるマネジメント・バイアウト（MBO）が発表され、これに伴う株式公開買付け（TOB）に応じ保有株を全てカーライル傘下の投資会社に売却したため、現在は資本関係がなくなっている。
マスコットキャラクターの「ソーセージおじさん」は、静岡放送（SBSテレビ）『LIVEしずおか』の枠で『おいしい村の天気予報』を放送している。「おいしい村の天気予報」のオープニングタイトルは四季に合わせて4つのパターンが存在する。

## 沿革
- 1965年（昭和40年）12月 - 静岡県沼津市に於いて食肉加工卸業を個人創業。
- 1969年（昭和44年）2月 - 米久畜産販売サービス株式会社を設立。
- 1978年（昭和53年）7月 - 現社名に変更。
- 1986年（昭和61年）10月 - 株式を店頭公開。
- 1989年（平成元年）10月 - 名古屋証券取引所2部に上場。
- 1995年（平成7年）8月 - 名古屋証券取引所1部へ指定替え。
- 1996年（平成8年）10月 - 東京証券取引所1部に上場。
- 2008年（平成20年）1月 - 名古屋証券取引所上場廃止。
- 2009年（平成21年）1月 - 伊藤ハム、三菱商事の2社と包括業務提携契約を締結。
- 2013年（平成25年）2月 - 三菱商事の株式公開買付けにより、同社の子会社となる。
- 2015年（平成27年） 
  - 5月28日 - 決算期を2月末日から3月31日に変更。なお、2015年度は2015年3月1日から2016年3月31日までの13ヶ月間の変則決算となる[5][6]。
  - 6月1日 - ビール事業をDHCに会社分割の形で事業譲渡[7]。
  - 9月15日 - 伊藤ハムとの間で、共同株式移転により共同持株会社を設立して経営統合することで基本合意[8][9]。
  - 10月1日 - 御殿場高原ビールの株式を時之栖に売却したことを公表[10]。
- 2016年 （平成28年）
  - 3月29日 - 東京証券取引所上場廃止。
  - 4月1日 - 共同持株会社「伊藤ハム米久ホールディングス」を設立。その完全子会社となる。
- 2019年（令和元年）12月2日 - 明治から明治ケンコーハム全株式を取得し、同社を完全子会社化[11][12]。その後、2020年4月に「米久ケンコーハム」に社名変更。
- 2021年（令和3年）1月 - 米久ケンコーハムと事業統合。
- 2023年(令和5年)4月1日 - 調達部門や子会社を吸収分割により親会社伊藤ハム米久ホールディングスに承継して、同時に生産加工部門を伊藤ハムデイリー（即日、伊藤ハム米久プラントに社名変更したが、工場名は変更なし。）[13]、食肉一次加工部門をIHミートソリューションにそれぞれ吸収分割により承継した[14]。

## 商品
- 御殿場高原あらびきポーク
- スーパーBOO
- 原形ベーコンブロック
- ごちそうフランク
- マザーシェフシリーズ
- ロールキャベツ

## 関連会社
- 米久デリカフーズ
- 米久かがやき
- 米久おいしい鶏
- アイ・ポーク

## スポンサー提供番組

### 現在の提供番組
- LIVEしずおか（静岡放送）
- 中日新聞テレビ日曜夕刊（東海テレビ）
- おはスタ（テレビ東京系列）

### 過去の提供番組
- GO-GO たまごっち!（テレビ東京系列）
- タカアンドトシのおねだり牛肉宅配便（中京テレビ制作・日本テレビ系列）
- かみさまみならい ヒミツのここたま（テレビ東京系列）

## CM

### 現在の出演者
- トータルテンボス - 米久の肉だんご
- 藤岡弘、 - 御殿場高原あらびきポーク（2024年6月 - ）

### 過去の出演者
- 柴田杏花 - 御殿場高原あらびきポーク「電話 娘編」[15]
- ももいろクローバーZ - 御殿場高原あらびきポーク（2015年・2016年）
- 松重豊 - 御殿場高原あらびきポーク（2017年3月 - 2019年3月）、スーパーブー®BOOホワイトあらびき（2018年9月 - 2019年3月）
- DAIGO - 御殿場高原あらびきポーク（2019年4月 - 2024年5月）「スーパー編」「食卓編」